# Formation réactionnelle
Une formation réactionnelle est une attitude susceptible de se transformer en traits de caractère, qui substitue un comportement acceptable à des pulsions inacceptables en s'opposant à un désir refoulé. Du point de vue économique, c'est un contre-investissement d'un élément conscient dont la force apparaît équivalente et capable d'agir dans la direction opposée à l'investissement inconscient. Sur le plan clinique, les formations réactionnelles peuvent être symptomatiques du fait de la rigidité ou de la fixation de ces comportements substitutifs, ceux-ci étant à la fois compulsifs et exagérés. 

## Définition
(mai 2020).
Selon la définition du Vocabulaire de la psychanalyse, une « formation réactionnelle » correspond à une attitude ou habitus psychologique s'opposant à un désir refoulé dans l'inconscient et en réaction à celui-ci. Laplanche et Pontalis donnent l'exemple de la pudeur s'opposant à des tendances exhibitionnistes. Ils considèrent qu'en termes économiques, c'est un contre-investissement d'un élément conscient, « de force égale et de direction opposée à l'investissement inconscient ».